# Dick Schoof
Hendrikus Wilhelmus Maria «Dick» Schoof (Santpoort,  8 de marzo de 1957) es un político neerlandés que ocupa el cargo de primer ministro de los Países Bajos desde el 2 de julio de 2024, y de forma interina desde su dimisión el día 3 de junio de 2025. En mayo de 2024, Schoof fue nominado para suceder a Mark Rutte como primer ministro, tras las negociaciones para la formación de gobierno.Anteriormente desempeñó el puesto de secretario general del Ministerio de Justicia y Seguridad de 2020 a 2024, y antes ejerció como coordinador nacional de Seguridad y Contraterrorismo de 2013 a 2018, y director general del Servicio General de Inteligencia y Seguridad de 2018 a 2020.
El 3 de junio de 2025, el gabinete de Schoof se desmoronó tras la salida del Partido por la Libertad de la coalición. Schoof anunció su dimisión como primer ministro, pero que permanecería en el cargo hasta la celebración de elecciones anticipadas.

## Primeros años y educación
Hendrikus Wilhelmus Maria Schoof nació el 8 de marzo de 1957 en Santpoort, en una familia católica romana, siendo el segundo más joven de siete hermanos. Tiene una hermana y su padre era funcionario municipal de servicios sociales. A la edad de ocho años se mudó con su familia a Hengelo, donde asistió al Lyceum De Grundel. De 1975 a 1982 estudió planificación urbana y regional en la Universidad de Radboud. Fue miembro de su asociación de estudiantes Phocas, orientada al remo, y fue su presidente.

## Carrera

### Servicio civil
Schoof comenzó su carrera como asesor de políticas educativas en la Asociación de Municipios de los Países Bajos y se convirtió en funcionario del Ministerio de Educación y Ciencias en 1988. Ayudó a disolver el departamento de construcción de escuelas primarias, que dirigió durante la presidencia del Secretario de Estado Jacques Wallage. Ayudó a negociar un compromiso entre el Llamada Demócrata Cristiana y el Partido del Trabajo cuando ambos partidos no estuvieron de acuerdo sobre si las escuelas o los municipios deberían ser responsables del mantenimiento de los edificios escolares.
Desde 1996, Schoof ocupó diversos puestos directivos en el ámbito de la seguridad. Se desempeñó como subsecretario general del Ministerio de Seguridad y Justicia antes de ser nombrado director en jefe del Servicio de Inmigración y Naturalización (SIN) en 1999. Los Países Bajos estaban experimentando una afluencia relativamente alta de solicitantes de asilo como resultado de la guerra de Kosovo, y el SIN tenía una importante acumulación de solicitudes. Schoof fue responsable de implementar reformas a la Ley de Extranjería a través del Secretario de Estado de Justicia, Job Cohen, en 2001 que simplificó el procedimiento de asilo, y trabajó para deportar a los solicitantes que no calificaban. El número de solicitudes de asilo disminuyó, lo que Schoof atribuyó a políticas migratorias más estrictas. Una evaluación posterior concluyó que la legislación tuvo un impacto más limitado, lo que sugiere que los factores externos fueron los principales impulsores de la caída. Schoof dejó el SIN para convertirse en director general del Ministerio del Interior y Relaciones del Reino en 2003, donde estuvo a cargo de reestructurar la fuerza policial de varias organizaciones regionales en un solo Cuerpo de Policía Nacional.
Después de desempeñarse como director general del Ministerio de Seguridad y Justicia (de 2010 a 2013), Schoof fue nombrado Coordinador Nacional de Seguridad y Contraterrorismo (CNSC). Permitió que sus empleados monitorearan a posibles terroristas en las redes sociales a través de perfiles falsos a pesar de las advertencias de sus abogados. Tras el derribo del vuelo 17 de Malaysia Airlines, coordinó la respuesta neerlandesa a la crisis, fortaleciendo su relación con el primer ministro Mark Rutte. Cuando Schoof solicitó una investigación independiente por parte de la Universidad de Twente sobre el desempeño de su cargo, fue acusado de interferir. Ejerció presión para suavizar su conclusión principal. Schoof dirigió el Servicio General de Inteligencia y Seguridad como director general de 2018 a 2020. De Volkskrant escribió que su mandato relativamente corto se caracterizó por un choque cultural. Schoof intentó, sin éxito, hacer que la agencia estuviera más abierta al exterior, incluso mediante cooperaciones con instituciones y universidades. En 2019, advirtió al Ministerio de Educación y al municipio de Ámsterdam que partidarios del movimiento salafista estaban en la junta directiva de una escuela islámica. Su mensaje fue percibido como una forma de ejercer presión y recibió críticas por provocar "polarización".

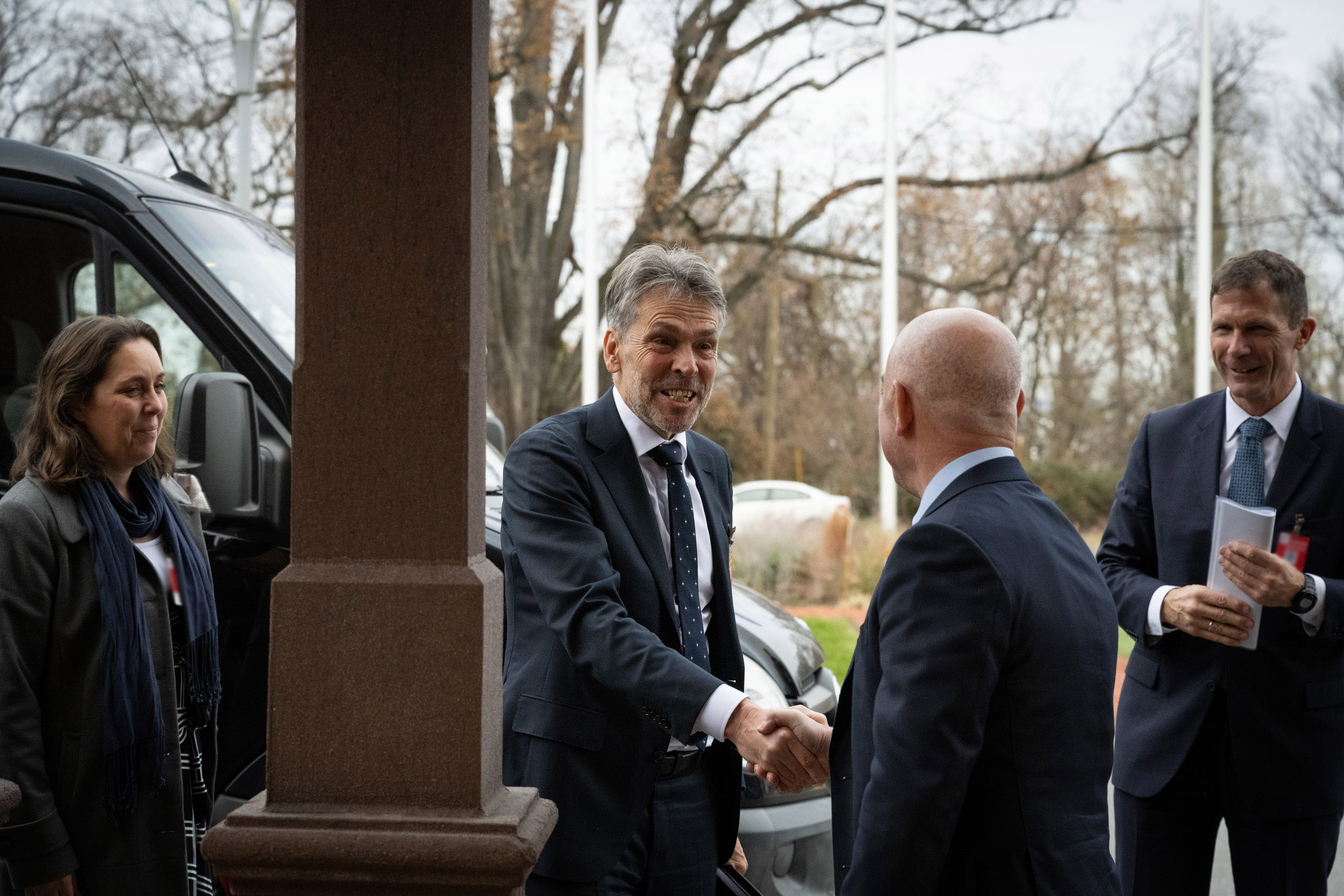
Schoof durante una reunión con el secretario de Seguridad Nacional de los Estados Unidos, Alejandro Mayorkas, en 2022.

En diciembre de 2019, se anunció que Schoof sucedería a Siebe Riedstra como secretario general del Ministerio de Justicia y Seguridad, el puesto apolítico de mayor rango dentro del ministerio. El nombramiento entró en vigor el 1 de marzo de 2020. En su cargo, participó en las negociaciones sobre la reforma al asilo que condujeron al colapso del cuarto gabinete de Rutte en julio de 2023. Al alcanzar la edad legal de jubilación en marzo de 2024, Schoof decidió no jubilarse y se le concedió una exención para seguir trabajando por tres años más.

### Carrera política
Schoof fue un miembro pasivo del Partido del Trabajo (PvdA) durante más de 30 años, hasta que abandonó el partido a principios de 2021. Tras la victoria electoral del Partido por la Libertad (PVV) de Geert Wilders en noviembre de 2023, Schoof lo calificó en una entrevista como una señal de desconfianza hacia el gobierno. Dijo que la gente no podría haberse equivocado si votaron por el PVV en cantidades tan grandes. El 16 de mayo de 2024, el PVV presentó un acuerdo de coalición de derecha con el Partido Popular por la Libertad y la Democracia (VVD), el Nuevo Contrato Social (NSC) y el Movimiento Campesino-Ciudadano (BBB). Como parte de las negociaciones, los cuatro líderes de los partidos acordaron que ninguno de ellos ocuparía el cargo de primer ministro. El PVV había propuesto inicialmente a Ronald Plasterk para el puesto, pero éste se retiró de la consideración debido a acusaciones de fraude. Posteriormente, Schoof fue nominado para el cargo de primer ministro el 28 de mayo de 2024 por el PVV, VVD, NSC y BBB bajo la dirección del formador Richard van Zwol.
El 3 de junio, el PVV se retiró del gabinete de Schoof tras no llegar a un acuerdo con los socios de la coalición sobre la modificación de las normas de asilo del país, lo que provocó la dimisión de Schoof como primer ministro.

## Vida privada
Schoof vive en Zoetermeer con su pareja. Con su exesposa, Yolanda Senf, tiene dos hijas, Yasmin y Celine, que fueron adoptadas en China. Le gusta correr, completó su primer maratón en 1987 y su 18.º maratón en 2024. El hermano mayor de Schoof, Nico Schoof, es ex alcalde de los municipios de Akersloot, Limmen, Heiloo y Alphen aan den Rijn para el partido Demócratas 66.